# Dryoscopus pringlii
Dryoscopus pringlii là một loài chim trong họ Malaconotidae.